# Orkut Büyükkökten
Orkut Büyükkökten (Cônia, 6 de fevereiro de 1975) é um engenheiro de software turco, que desenvolveu a rede social Orkut como um projeto independente enquanto estudava na Universidade Stanford, e mais tarde enquanto trabalhava no Google.

## Biografia
Büyükkökten nasceu em Cônia, Turquia. Formou-se em engenharia informática e ciência da informação pela Universidade Bilkent de Ancara, e também realizou um mestrado e doutorado em ciência da computação pela Universidade Stanford, Estados Unidos. Sua pesquisa em Stanford se concentrou na pesquisa na Web e no uso eficiente do PDA. Orkut Büyükkökten também é um ex-gerente de produtos da Google.
Ele esteve construindo e trabalhando em comunidades online desde 2000. Ele apresentou sua primeira rede social, chamada Club Nexus, em Stanford no outono de 2001. Club Nexus foi a primeira rede social específica para uma faculdade.
Mais tarde, Büyükkökten introduziu uma rede social de ex-alunos, chamada inCircle, para a Stanford Alumni Association destinada ao uso por grupos de ex-alunos da universidade. Em 2002, Büyükkökten lançou uma empresa, Affinity Engines, para comercializar o inCircle e o Club Nexus.
Depois de deixar a Affinity Engines e ingressar no Google, ele decidiu usar 20% do seu tempo para desenvolver um serviço de rede social. Ele disse: "Meu sonho era conectar todos os internautas para que se relacionassem, isso pode fazer a diferença na vida das pessoas". O gerente de produto e Marissa Mayer pensaram em dar ao serviço o nome de seu criador. "Orkut.com" pertencia ao próprio Orkut Büyükkökten. O Google o convenceu e sua rede social foi denominada Orkut.
Em 2016, ele lançou uma nova rede social, chamada Hello. O site pode ser personalizado em três idiomas - inglês, francês e português. Em agosto de 2016, o Hello estava disponível nos EUA, Canadá, França, Reino Unido, Austrália, Nova Zelândia, Irlanda e Brasil - tanto no iOS quanto no Android. A Hello anunciou sua entrada no mercado indiano em abril de 2018.
Buyukkokten é abertamente gay, e se casou com seu parceiro em 2008.

## Colunista em portal LGBT no Brasil
Desde setembro de 2019, Orkut é colunista do portal Gay Blog Br. Entre os temas abordados em sua coluna, sempre está sua percepção das redes sociais e tecnologia frente às relações humanas, sobretudo sobre a os males dos aplicativos de relacionamento.